# المبادرة الوطنية من أجل الديمقراطية والتقدم
المبادرة الوطنية من أجل الديمقراطية والتقدم، هي تحالف سياسي لعدد من القوى والشخصيات اليسارية والتقدمية التونسية. أنشئت المبادرة الوطنية في 15 جوان 2008 وكان وراء تأسيسها حركة التجديد الممثلة في مجلس النواب ب3 أعضاء وحزب العمل الوطني الديمقراطي والحزب الاشتراكي اليساري الغير معترف بهما، إضافة إلى عدد من الشخصيات المستقلة من أبرزها عميد المحامين عبد الستار بن موسى. والمبادرة هي الثالثة من نوعها في أقل من 5 سنوات، بعد المبادرة الديمقراطية التي شكلت قبيل انتخابات 2004 والتي رشحت محمد علي الحلواني كممثلها في الانتخابات الرئاسية، والمبادرة/ الائتلاف الديمقراطي التقدمي الذي أنشأت عام 2005 وجمعت نفس القوى.

## مواقفها
انتقدت المبادرة الوطنية من أجل الديمقراطية والتقدم في بيانها الأول الوضع العام للبلاد و«تعطّل الانتقال إلى الديمقراطية جرّاء تواصل الانغلاق السياسي» و«تعدد مظاهر الارتداد التي تهدد المكاسب التقدمية لبلادنا» و«تدهور الوضع الاجتماعي جراء السياسات الاقتصادية والاجتماعية الرسمية». وفي 1 ديسمبر 2008 أصدرت بيانا نادت فيه «أصحاب القرار في السلطة من أجل إيقاف المحاكمات وإطلاق سراح الموقوفين ووضع حدّ لحالة الاحتقان التي تعيشها منطقة الحوض المنجمي وتحقيق انفراج اجتماعي حقيقي». كما أصدرت بيانا أثناء حرب غزة التي وصفتها بحرب الإبادة.

## في الانتخابات
في 22 مارس 2009 رشحت المبادرة الأمين الأول لحركة التجديد أحمد إبراهيم ليكون ممثلها في الانتخابات الرئاسية. أما بالنسبة للانتخابات التشريعية فقد تم قبول 83 مترشحا لها في 14 دائرة تحت اسم «حركة التجديد: المبادرة الوطنيّة من أجل الديمقراطيّة والتقدّم» والدوائر هي: قابس (رئيس القائمة حسين الكريمي)، اريانة (طارق شعبوني)، بن عروس (محسن خلفاوي)، نابل (محمد العقربي)، زغوان (عادل شاوش)، باجة (محمد رؤوف محجوب)، سليانة (محمد الحبيب العوني)، سوسة (علي سيدهم)، المنستير (جنيدي عبد الجواد)، المهدية (كمال الشريف)، القصرين (حمادي الغيلاني)، سيدي بوزيد (زهير فاضل)، توزر (عمر قويدر) وقبلي (محمد بن زايد).
. وفي 20 سبتمبر أعلن الحزب الاشتراكي اليساري خروجه من المبادرة ودخوله الانتخابات التشريعية بقائمات مستقلة بسبب ماأسماه «التعنت ومحاولة التفرد برئاسة القائمات» لحركة التجديد. حسب النتائج المعلنة تحصل إبراهيم على 1.57% في الانتخابات الرئاسية وتحصلت قائمات المبادرة على مقعدان (طارق شعبوني عن دائرة اريانة وعادل شاوش عن دائرة زغوان) بنسبة 0.50% من الأصوات.
في 27 أكتوبر 2009 أصدرت بيانا حول الانتخابات ذكّرت فيه ب«العراقيل الجمة التي بدأت بالقوانين الانتخابية التي اعترض عليها نواب حركة التجديد وإسقاط العديد من القائمات وحجز جريدة» الطريق الجديد«ومنع البيانات والمعلقات لأيام عديدة في بداية الحملة الانتخابية، والتصرف المنحاز في توفير فضاءات الاجتماع العمومي والصنصرة لعديد المقاطع في المداخلات الإذاعية والتلفزية لعدد من رؤساء قائمات المبادرة وانتهت بعديد التجاوزات والإخلالات التي حصلت يوم الاقتراع»، ووصفت الموعد الانتخابي بأنه فرصة ضائعة للإصلاح بسبب الإصرار على إبقاء هيمنة الحزب الحاكم وأنه «يؤشر على نيّة لدى البعض في جعل الفترة المقبلة من حياة بلادنا مطابقة لما كانت عليه الفترة السابقة إن لم تكن أكثر انغلاقا».

## وصلات خارجية
- البيان الأول للمبادرة الوطنية من أجل الديمقراطية والتقدم